# Neotheronia cristata
Neotheronia cristata är en stekelart som beskrevs av Krieger 1905. Neotheronia cristata ingår i släktet Neotheronia och familjen brokparasitsteklar. Inga underarter finns listade i Catalogue of Life.